# Ngu Thành
Ngu Thành (chữ Hán giản thể: 虞城县, Hán Việt: Ngu Thành huyện) là một huyện thuộc địa cấp thị Thương Khâu, tỉnh Hà Nam, Cộng hòa Nhân dân Trung Hoa. Huyện Ngu Thành có diện tích 1558km2, dân số năm 2002 là 1,08 triệu người, huyện lỵ là trấn Thành Quan.
Huyện này được chia ra thành các đơn vị hành chính gồm 10 trấn, 16 hương. 
- Trấn: Thành Quan, Trương Tập, Giới Cấu, Cổ Trại, Cốc Thục, Lợi Dân, Đại Dương Tập, Trạm Tập, Đỗ Tập và Mộc Lan (Doanh Khuếch).
- Hương: Sa Tập, Điếm Tập, Điền Miếu, Trịnh Tập, Lưu Tập, Cổ Vương Tập, Lý Lão Gia, Trấn Lý Cố, Sáo Cương, Thành Giao, Văn Tập, Kiều Tập, Hoàng gia, Mang chủng Kiều, Lưu Điếm và Đại Hầu.